# Poikainlammit-Karhusuo
Poikainlammit-Karhusuo este o arie protejată (arie specială de conservare — SAC, sit de importanță comunitară — SCI, arie de protecție specială avifaunistică — SPA) din Finlanda întinsă pe o suprafață de 1.025 ha, integral pe uscat.

## Localizare
Centrul sitului Poikainlammit-Karhusuo este situat la coordonatele 65°15′30″N 25°57′15″E / 65.2583°N 25.9542°E.

## Înființare
Situl Poikainlammit-Karhusuo a fost declarat sit de importanță comunitară în august 1998 pentru a proteja 1 specie de plante și 14 specii de animale. Alte tipuri de protecție:
- arie de protecție specială avifaunistică (în august 1998)[2]
- arie specială de conservare (în aprilie 2015)[1][3][4]

## Biodiversitate
Situată în ecoregiunea boreală, aria protejată conține 9 habitate naturale: Mlaștini împădurite, Lacuri și iazuri distrofice naturale, Cursuri de apă de la nivel de câmpie la nivel montan, cu vegetație Ranunculion fluitantis și Callitricho-Batrachion, Turbării active, Mlaștini turboase de tranziție și turbării mișcătoare, Mlaștini alcaline, Turbării Aapa, Taiga vestică, Păduri caducifoliate de mlaștină fino-scandinave.
La baza desemnării sitului se află mai multe specii protejate:
- plante (1): ochii-șoricelului (Saxifraga hirculus)
- păsări (14): ciuf de câmp (Asio flammeus), rața moțată (Aythya fuligula), lebădă de iarnă (Cygnus cygnus), ciocănitoare neagră (Dryocopus martius), șoim de iarnă (Falco columbarius), cocor (Grus grus), becațină mică (Lymnocryptes minimus), Lyrurus tetrix tetrix, Mergellus albellus, codobatura galbenă (Motacilla flava), pietrar sur (Oenanthe oenanthe), ploier auriu (Pluvialis apricaria),  cocoș de munte (Tetrao urogallus), fluierar de mlaștină (Tringa glareola)

Pe lângă speciile protejate, pe teritoriul sitului au mai fost identificate 7 specii de plante, 1 specie de păsări, 1 specie de mamifere, 1 specie de pești.